# Helminthosphaeria
Helminthosphaeria Fuckel – rodzaj grzybów z typu workowców (Ascomycota). Należy do niego około 20 gatunków.

## Systematyka i nazewnictwo
Pozycja w klasyfikacji według Index Fungorum: Helminthosphaeriaceae, Sordariales, Sordariomycetidae, Sordariomycetes, Pezizomycotina, Ascomycota, Fungi.
Synonim: Litschaueria Petr.

## Gatunki występujące w Polsce
- Helminthosphaeria clavariarum(Desm.) Fuckel 1870
- Helminthosphaeria palustris (J. Schröt.) Kirschst. 1933

Nazwy naukowe na podstawie Index Fungorum. Wykaz gatunków według Gierczyk i in..